# Flakbatterie Tirpitzhafen

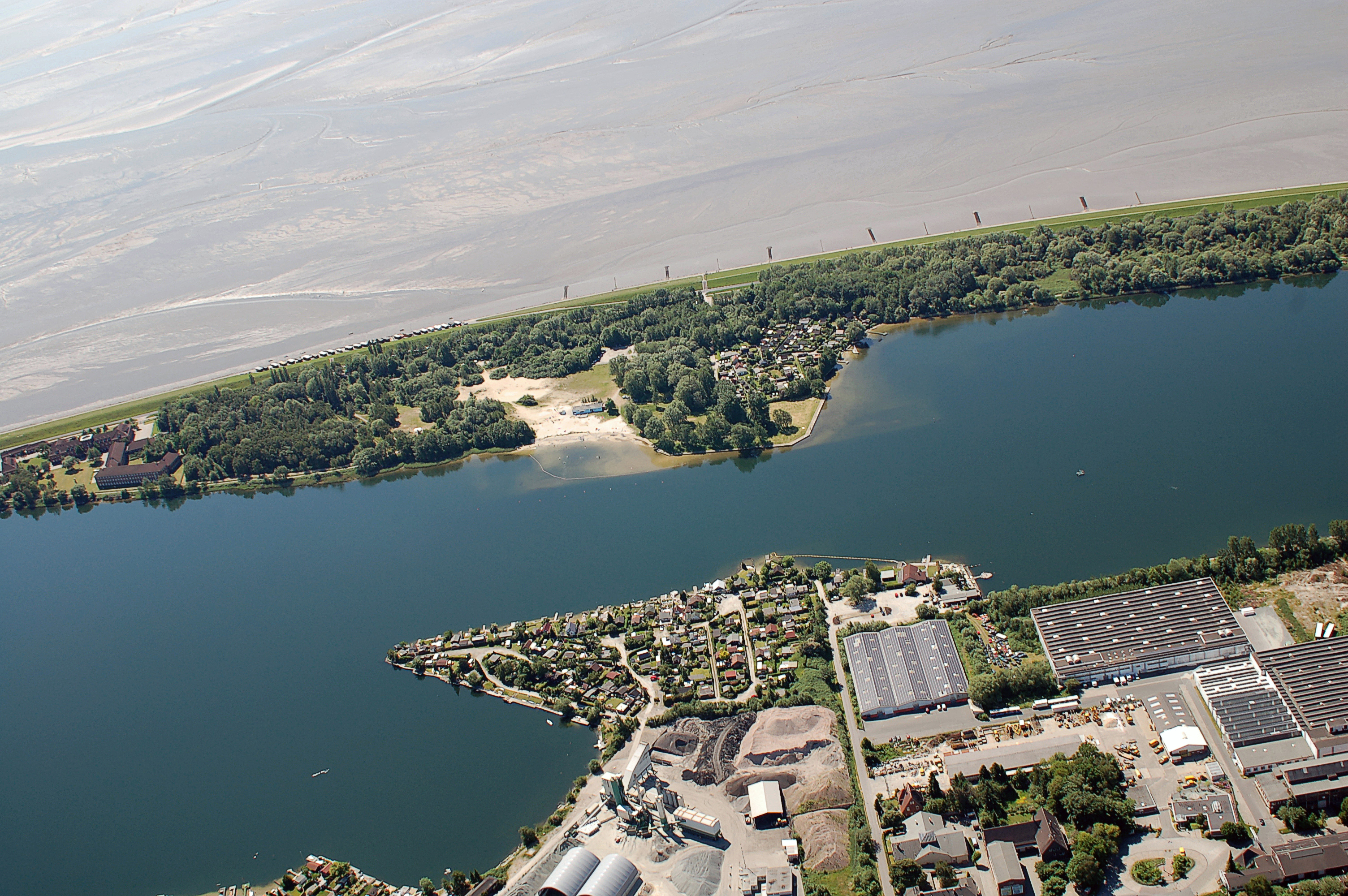
Die Batterie befand sich auf dem Gelände der heutigen Schrebergärten rechts von dem Sandstrand mittig im Bild

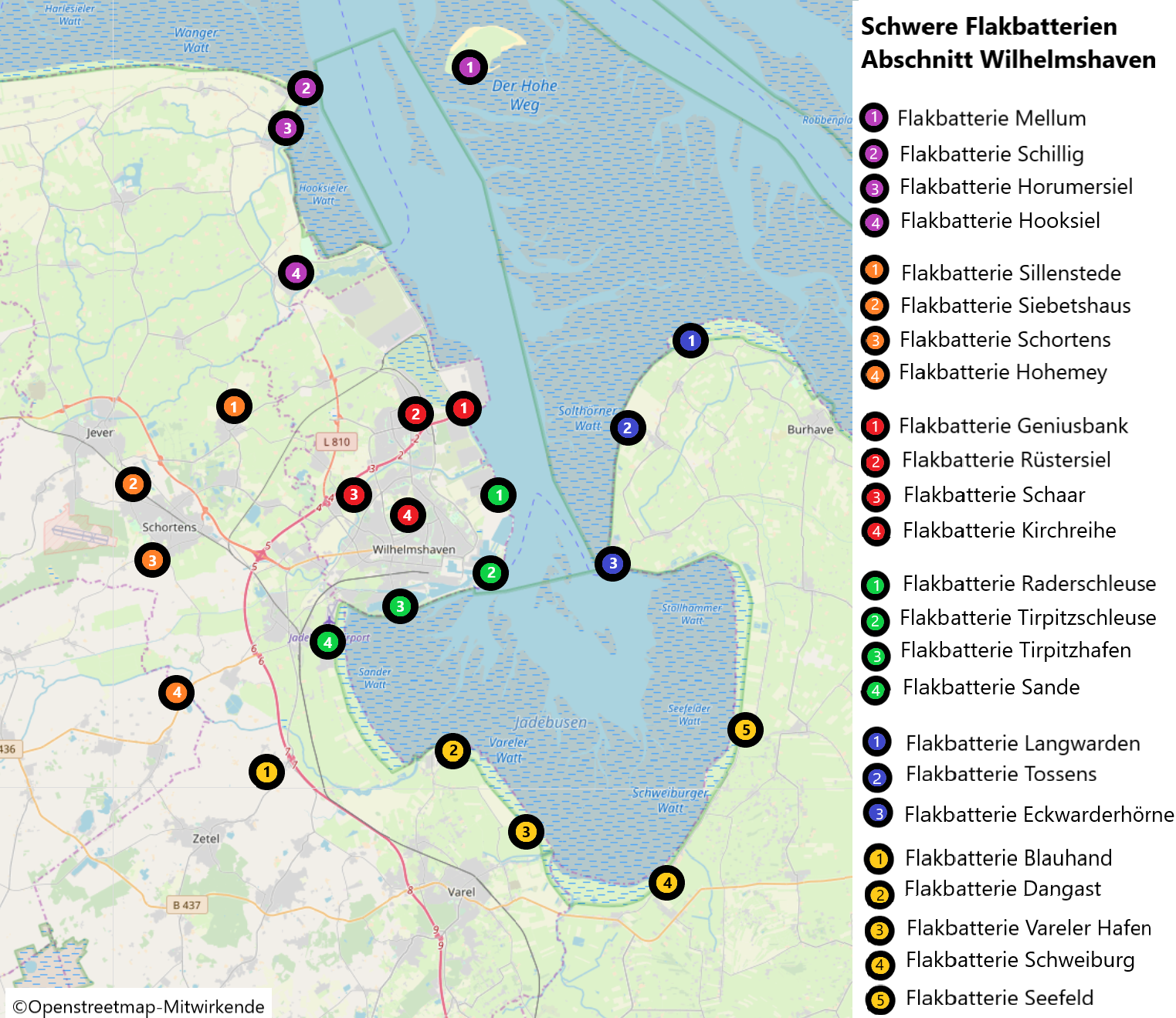
Position der Flakbatterien im Abschnitt Wilhelmshaven

Die schwere Flakbatterie Tirpitzhafen war im Zweiten Weltkrieg eine verbunkerte Stellung der Marine-Flak in Wilhelmshaven.

## Lage und Aufbau
Die Batterie Tirpitzhafen lag hinter dem Banter Seedeich auf Höhe der Rüstringer Fähre. Zur Eigensicherung gab es auf dem Seedeich ein 3,7-cm-Flakstand und einen 2-cm-Flakstand. Die vier Geschützbettungen waren um einen zentralen Leitstand 1 angeordnet, der über ein Entfernungsmessgerät verfügte. Östlich an die Anlage anschließend war ein Unterkunftsbunker für die Mannschaft der Batterie. Der Munitionsbunker war etwa 250 Meter südwestlich der Batterie im Banter Seedeich eingelassen. Die Munition konnte auf den bereits vorhandenen Gleisen (Mariensiel-Fliegerdeich-Schleuseninsel) abschnittsweise transportiert werden. Direkt am Bahngleis befanden sich in mehreren Baracken die Küche, Kantine, ein Gemeinschaftsraum, eine Schreibstube und die Unterkunft des Batteriechefs sowie der Offiziere und Unteroffiziere.

## Organisatorische Eingliederung
Für die Küstenverteidigung war der Küstenbefehlshaber Deutsche Bucht verantwortlich. Die Batterie gehörte als Teil der II. Marineflakbrigade zum Abschnitt Wilhelmshaven. Die Flakbatterie gehörte zur Marineflakabteilung 232, deren Flakuntergruppenkommando Hafen in der Westwerft lag.

## Geschichte

### Bau
Die Bauarbeiten für die Batterie begannen im Sommer 1939. Vier Betonbettungen, die auf ebener Erde abschlossen, wurden errichtet. Bei Kriegsbeginn war die Batterie einsatzbereit, jedoch waren die Bauarbeiten erst im Dezember 1939 abgeschlossen.

### Einsatz
Im Frühjahr 1941 erfolgte eine Nachrüstung der 10,5-cm-Flakgeschütze mit Deckenschilden. Der Leitstand 2 war südlich der Batterie in den als Bunker in den Deich eingelassen und als Haus getarnt. Dieser wurde im Spätsommer 1942 ausgebaut und mit neuem Entfernungsmessgerät und Kommandogerät 41 L ausgerüstet, außerdem wurde ein FuMG 201 Typ 41 G (gA) installiert. Der Leitstand war damit auf dem neusten Stand der Technik. In der Batterie wurden Lehrgänge zur Ausbildung von Geschützbedienungen durchgeführt.

### Nachkriegszeit
Die Anlage wurde nach dem Krieg gesprengt, heute sind noch Trümmer erhalten.